# Lomazzo
Lomazzo é uma comuna italiana da região da Lombardia, província de Como, com cerca de 9.849 habitantes. Estende-se por uma área de 9,48 km², tendo uma densidade populacional de 1.039 hab/km². Faz fronteira com Bregnano, Cadorago, Cirimido, Guanzate, Rovellasca, Rovello Porro, Turate.

## Pessoas ligadas à Lomazzo
- Michele Carcano, (1427-1484), pregador franciscano, beato da Igreja Católica, fundador do hospital Sant'Anna de Como e do sistema bancário Montepio.

## Demografia
| Variação demográfica do município entre 1861 e 2011                               |
|                                                                                   |
| Fonte: Istituto Nazionale di Statistica (ISTAT) - Elaboração gráfica da Wikipedia |